# Història del Pròxim Orient
La història del Pròxim Orient cobreix els esdeveniments trasncorreguts a la zona anomenada Pròxim Orient o Orient Mitjà, de límits ambigus. Inclou les principals civilitzacions dels primers mil·lennis de la humanitat, els llocs sagrats de diverses religions i un focus de conflictes internacionals contemporanis.

## Prehistòria
El període Natufià es pot considerar com l'iniciador de la història del Pròxim Orient, a l'era paleolítica i uns grups d'homes encara en estat de nomadisme o seminomadisme, vivint bàsicament de la caça i la recol·lecció. El jaciment de Çatalhöyük, a la moderna Turquia, és el més gran del Neolític encara conservat. Les restes mostren que la zona estava habitada des d'aproximadament el 7500 aC, amb habitatges, eines i proves de domesticació animal. Jarmo, a terres de l'Iraq contemporani, és un altre jaciment rellevant, amb figuretes votives, cases, ganivets de sílex i mostres de terrissa prehistòrica (del 7000 aC). La tercera fita és la ciutat de Jericó, al Llevant.
Aquests poblats primitius van anar creixent fins a esdevenir grans ciutats, amb temples com els de Mesopotàmia (els més antics descoberts daten del 5100 aC).S'hi van fundar les bases per a les grans civilitzacions posteriors; les primeres ciutats estats serien les de Kish i Susa. Al mateix temps, al Nil es començaven a crear nuclis urbans, de l'anomenada cultura Badariana.
No va ser casual que la revolució neolítica tingués lloc en aquests indrets, englobats amb el terme de Creixent Fèrtil, ja que s'havien produït canvis climàtics que van permetre una agricultura suficient per fer augmentar la població i, amb excedents suficients per no haver de pensar només en la subsistència, van provocar la divisió del treball.

## Edat antiga
Amb l'aparició de l'escriptura cuneiforme a Sumer, s'entra plenament en la història. Els sumeris es van aglutinar en diverses ciutats estat que competien entre si, la més antiga d'elles és Lagash (4000 aC), on també va sorgir el primer rei conegut: Ur-Nanshe. Una mica més endavant va desenvolupar-se Naqada, la més important cultura de l'Egipte predinàstic. Cap al 3500 va iniciar-se la civilització de Jiroft (a l'Iran). Aquests tres nuclis van influir a les civilitzacions posteriors i van formar zones culturals en contínua relació però sovint enfrontades pel poder regional. Els respectius panteons, l'ús de la roda i la vela, les armes i les tècniques constructives serien proves d'aquesta interrelació i pugna.
El II mil·lenni aC va suposar l'aparició de nous pobles a partir d'aquests primers: l'Egipte faraònic, Babilònia, Assíria, els accadis, Alep, Mitanni, els hitites, els cananeus, Ugarit i Arzawa. Aquests es van desenvolupar durant l'Edat del bronze, perfeccionant el comerç, la guerra (un exemple culminant seria la batalla de Cadeix) i la divisió social. D'ells van sorgir també les primeres gestes èpiques de la literatura escrita i els descobriments astronòmics i matemàtics que influirien en els grecs.
Més endavant van arribar els anomenats pobles de la mar, que en molts casos van ocupar part dels territoris dels grans imperis antics. Mentre aquests s'expandien per la Mediterrània, a la seva riba oriental va sorgir Israel, amb una religió monoteista pròpia: el judaisme, el primer gran culte del llibre sagrat. A la seva imatge apareixerien més tard el cristianisme i la religió islàmica, també basades en unes escriptures revelades per una divinitat única.
El 700 aC es va fundar una nova potència a la zona: l'Imperi Persa. Aquest va apoderar-se de gran part d'Anatòlia cap al segle vi aC i va contribuir al contacte entre les civilitzacions del Pròxim Orient i les índies. D'aquesta barreja van florir noves cosmovisions, com el zoroastrisme i les doctrines dels presocràtics hel·lènics. Els grecs, després de la batalla de Salamina, van controlar els països costaners, en un imperi que després seria assegurat per Alexandre Magne.
Egipte va ser el poble que va poder continuar amb la seva cultura i esplendor durant més temps malgrats totes aquestes invasions, com prova el paper d'Alexandria com a centre cultural, fins a l'arribada dels romans al segle i aC, romans que també van subjectar els hebreus. La història del Pròxim Orient queda lligada, aleshores, a la de l'Imperi Romà i a l'auge creixent del cristianisme.

## Edats mitjana i moderna
Mahoma i els seus companys van dur a terme l'Hègira l'any 622. Des d'aquesta data, el poder musulmà a la regió va anar creixent, perquè a les conquestes militars se sumaven les conversions dels pobles dominats, pobles que en la gran majoria van romandre dins aquesta religió malgrat assolir posteriorment la independència. La fundació de dues ciutats, El Caire (640) i Bagdad (762), marca el punt culminant d'aquesta era. Els àrabs van expandir-se cap a Occident, de manera que la cultura de les dues ribes mediterrànies va quedar connectada sota un únic poder. Els pobles europeus, antics bàrbars, i els mongols des de l'Àsia, van posar límit a aquesta expansió, que va anar retrocedint per divisions internes i per les croades.
Una part d'aquests musulmans, els turcs otomans, es van convertir en els líders de la regió, fundant un imperi que duraria nominalment fins al segle xx, englobant pobles ben diversos, tant del Pròxim Orient com d'Àsia i Europa.
La batalla de Lepant va suposar una derrota important per als otomans i va marcar la recuperació del domini cristià de la regió, on reclamava els llocs sants al voltant de Jerusalem. Aquest afany per controlar Israel va fer que Europa dirigís diverses ofensives a la regió, fins i tot d'indrets tan allunyats com França (amb Napoleó Bonaparte ja al segle xviii). L'Imperi Austrohongarès, per tenir frontera amb l'Imperi Otomà, va ser un dels adversaris recurrents.

## Edat Contemporània
Els anglesos, en la seva cursa per l'imperialisme, van iniciar amb Egipte la conquesta de bona part d'Àfrica, establint colònies i protectorats. El control de les terres del Nil els van ajudar a expandir-se cap a Àsia, concretament l'Índia, rica en espècies i matèries de luxe. De nou àrees ben llunyanes culturalment quedaven connectades sota un domini únic: l'Imperi Britànic. La construcció del Canal de Suez el 1869 va augmentar l'atractiu econòmic de la regió.
El segle XX es va iniciar amb la Primera Guerra Mundial. En aquesta guerra, les potències aliades van acordar la divisió de gran part del Pròxim Orient (Declaració Balfour, Acords de Sykes-Picot), anul·lant de manera definitiva les restes de la civilització otomana. D'aquest conflicte van sorgir nous estats, com l'Aràbia Saudita (1932), que gràcies a la descoberta de petroli es va convertir en la nova potència de la zona. Després de la Segona Guerra Mundial va néixer un altre Estat: Israel (1948), que esdevindria un dels màxims focus de violència del planeta per l'enfrontament entre jueus (a qui se'ls va prometre recuperar les terres de l'Antiguitat) i els pobles àrabs veïns, que portaven segles habitant la zona (especialment els palestins, directament dins les fronteres del nou país): és el conflicte araboisraelià.
Iran i Iraq es van fer els països forts del seu sector, enfrontats en una guerra molt cruenta el 1980. Els països occidentals recolzen les diverses parts, augmentant la conflictivitat de la zona (essent la Guerra del Iom Kippur i la Guerra del Golf només dos exemples). L'URSS, per no perdre zones d'influència durant la Guerra Freda, també va intervenir en l'arranjament dels mapes i el poder de cada Estat. Les reaccions nacionalistes i islamistes van provocar que en diversos països es declarés una teocràcia o que sorgissin conflictes per la religió, el petroli i els límits fronterers. L'ONU ha intentat mediar en la majoria de reclamacions, però sense arribar a èxits definitius.